# Tipula kamchatkensis
Tipula kamchatkensis är en tvåvingeart som beskrevs av Alexander 1918. Tipula kamchatkensis ingår i släktet Tipula och familjen storharkrankar. Inga underarter finns listade i Catalogue of Life.